# Weltfriedenskongress

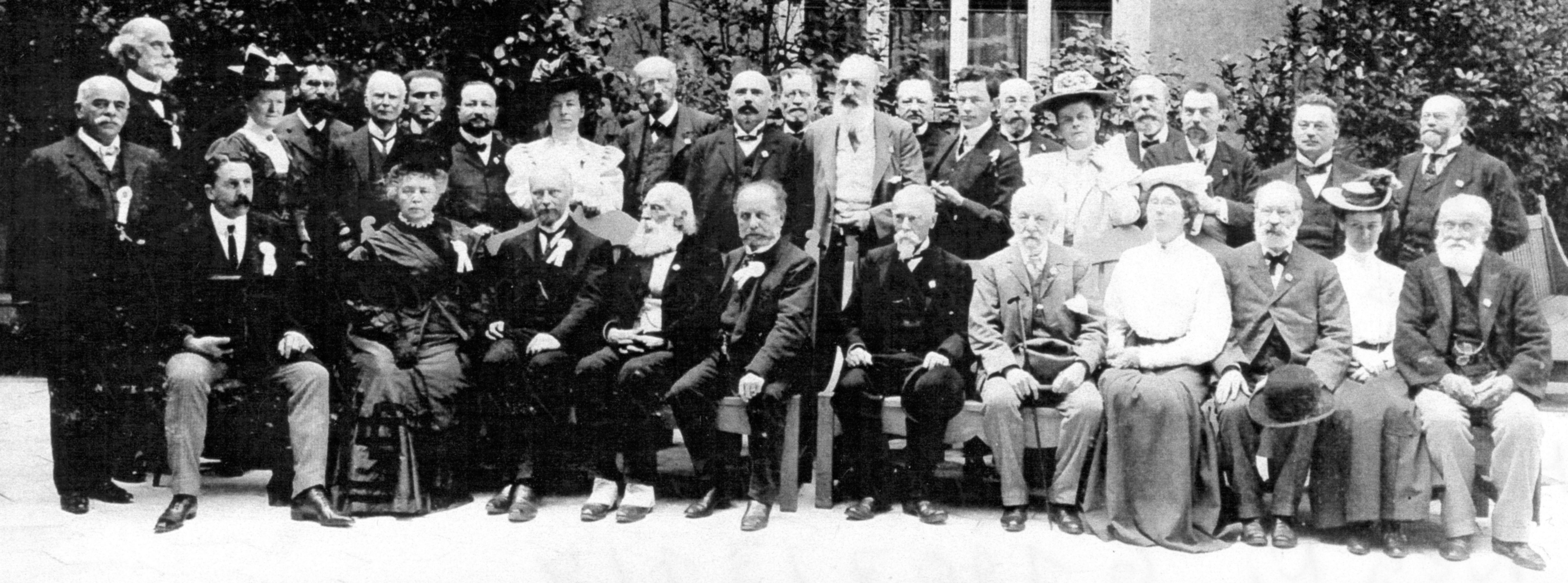
Weltfriedenskongress 1907

Der Weltfriedenskongress ist eine regelmäßige internationale Veranstaltung von Pazifisten.
Nach dem Ende der Napoleonischen Kriege (1792 bis 1815) gewannen pazifistische Gedanken insbesondere in Großbritannien an Bedeutung. Teilweise knüpften sie an älteres religiöses Gedankengut (Quäker, Mennoniten) an. Um 1830 wurden in mehreren Ländern Friedensgesellschaften gegründet. 1843 fand in London ein erster Friedenskongress statt. Dieser fand über den angelsächsischen Raum hinaus allerdings kaum Beachtung. Weitere Kongresse fanden in Brüssel (1848), Paris (1849), Frankfurt am Main (1850), London (1851), Manchester (1852) und Edinburgh (1853) statt. Die internationale Beteiligung war groß; englische und amerikanische Friedensgesellschaften dominierten.
Die Friedensbewegung bekam durch den Krimkrieg (1853), den Amerikanischen Bürgerkrieg (1861–65) und die deutschen Einigungskriege (1864, 1866 und 1870/71) Auftrieb. Im Jahr 1867 tagte in Genf ein erster internationaler Friedenskongress.
1889 begann mit dem Friedenskongress (Congrès universel pour la paix) in Paris eine breitere Bewegung, die von nun an regelmäßig Kongresse veranstaltete. Am ersten Weltfriedenskongress (1889) nahmen 310 Menschen teil. In den folgenden Jahrzehnten folgten 23 Kongresse, so etwa 1890 in London, 1896 in Budapest, 1906 in Luzern und 1907 in München. Die internationale Friedensbewegung erreichte in den 1890er Jahren die Hochphase ihrer Bedeutung. Träger waren etwa 3000 Aktivisten. Die Haager Friedenskonferenzen auf Ebene der Regierungen standen nicht in direkter Tradition der Weltfriedenskongresse. Der für September 1914 in Wien geplante Kongress fand nicht statt, weil nach der Ermordung von Erzherzog Franz Ferdinand in Sarajevo der Erste Weltkrieg begonnen hatte.
Für den Pariser Weltfriedenskongress 1949 gestaltete Picasso das Zeichen der Friedenstaube, das zu den bekanntesten Beispielen der Friedensbewegung zählt. Die niederländische Jiddisch-Sängerin Lin Jaldati nahm in diesem Jahr ebenfalls daran teil.

## Esperanto
Bertha von Suttner sah im Pazifismus und in der Friedensbewegung zwei verwandte Bestrebungen. Bereits auf dem ersten internationalen Weltfriedenskongress in Paris sprach man sich, allerdings noch nicht an Esperanto denkend, für eine Förderung zur Einführung einer Hilfssprache aus. Da damals ein Eintreten für diese neue Utopie einer Weltsprache aber als ein Rückfall bewertet wurde, stieß dies auf massiven Widerstand und wurde abgelehnt. Die Idee wurde nicht vergessen und beständig vor allem von Gaston Moch (1859 bis 1935) in Erinnerung gehalten. Mochs beantragte auf dem 9. Weltfriedenskongress 1897, neben den vier damals geltenden Hauptsprachen auch das Esperanto als Kongresssprache einzuführen. Dies wurde fast einstimmig abgelehnt, obwohl Moch viele Unterstützer hatte.
Das Berner Friedensbüro begann damit, sich mit der Frage der Hilfssprache zu beschäftigen. Es erwählte Moch zu seinem Referenten hierfür und entsandte ihn zum 14. Kongress (1905) nach Luzern. Als Mochs dort gestellter Antrag abgelehnt wurde, startete Moch eine Petition zur Zulassung des Esperanto als Kongresssprache der Weltfriedenskongresse und erhielt eine positive Resonanz von über 1200 Postkarten aus 27 Ländern. Die Friedenspresse begann sich nun für die Vorteile von nur einer Hilfssprache zu interessieren und nationale Friedenskongresse fassten entsprechende Beschlüsse.
Zum Weltfriedenskongress 1907 in München hatte sich die Stimmung gewandelt. Neben Vertretern des Esperanto waren hier diesmal auch solche zweier weiterer Plansprachen, dem Universal und dem Idiom Neutral, zugegen. Wegen seiner schlechten Erfahrungen war Moch inzwischen derart entmutigt, dass er hier keinen erneuten Antrag stellen wollte. Dem Eintreten Wilhelm Foersters, ein Gelehrter aus Berlin, war es zu verdanken, dass das die Möglichkeit der Einführung einer weiteren Kongresssprache für den nächsten in London stattfindenden Kongress zur Sprache kam und hierfür das Esperanto beschlossen wurde. Als Kacumi Kuroita (1874–1946), japanischer Historiker und Vater der japanischen Esperanto-Bewegung, in London als Erster die neue Sprache verwendet, erwähnte er auch, dass nur der in München gefasste Beschluss ihm die Teilnahme ermögliche.

## Orte
- 1889: Paris
- 1890: London
- 1891: Rom
- 1892: Bern
- 1893: Chicago
- 1893: Antwerpen
- 1896: Budapest
- 1897: Hamburg
- 1900: Paris
- 1901: Glasgow
- 1902: Monaco
- 1903: Rouen
- 1904: Boston
- 1905: Luzern
- 1906: Mailand
- 1907: München
- 1908: London
- 1910: Stockholm
- 1912: Genf
- 1913: Den Haag
- 1921: Luxemburg
- 1922: Londron
- 1924: Berlin
- 1925: Paris
- 1926: Genf
- 1928: Warschau
- 1929: Athen
- 1931: Brüssel
- 1932: Wien
- 1934: Luzern
- 1936: Brüssel
- 1939: Cardiff
- 1937: Paris
- 1939: Zürich